# Митогинский
Мито́гинский — упразднённый в 1960 году бывший посёлок городского типа в Усть-Большерецком районе Камчатского края. Образовывал административно-территориальную единицу Митогинский рабочий поселок.
В переписи 1939 года упомянут как Митогинский рыбокомбинат АКО база № 1. В данном населённом месте числилось по материалам сельсоветского учёта на 1.1.1938: жилых строений 10, хозяйств 55, населения 141.
В связи с развитием промпредприятий области, образованием новых населённых пунктов и общим ростом населения, к 1945 году сельские советы затруднялись охватить возросший объём работы, поэтому Исполнительный комитет Камчатского областного Совета депутатов трудящихся РЕШИЛ:
```
Просить Крайисполком войти с ходатайством в Президиум Верховного Совета РСФСР о создании новых сельских Советов в следующих районах и населенных пунктах:
…д) в Усть-Большерецком районе — Митогинский сельсовет с центром на центральной базе Митогинского рыбокомбината…
Ф. 88, оп. 1, ед. хр. 504, л. 133
```

Упразднён 16 октября 1960 года Решением областного исполнительного комитета от 16.10.1960 г. № 551.
Численность населения Митогинского:
| 1959 |
| ---- |
| 1133 |